# Melinnoides nelsoni
Melinnoides nelsoni är en ringmaskart som beskrevs av Benham 1927. Melinnoides nelsoni ingår i släktet Melinnoides och familjen Ampharetidae. Inga underarter finns listade i Catalogue of Life.